# Rolf Haller (Apotheker)
Rolf Haller (* 27. Juli 1933 in Schwenningen; † 6. April 1987 in Kiel) war ein deutscher Apotheker, dessen Spezialgebiet die Stereochemie war. Auf diesem Gebiet gab er der pharmazeutischen Chemie wichtige Impulse.

## Leben
Nach seinem Abitur in Schwenningen studierte Haller zwei Semester Naturwissenschaften an der Universität Tübingen. Anschließend wurde er Apothekerpraktikant in Albbruck. 1955 begann er sein Pharmaziestudium an der Universität Freiburg. 1962 promovierte er an dieser Uni zum Dr. rer. nat. mit dem Thema „Über heterocyclische substituierte Piperidondicarbonsäureester“. Fünf Jahre später habilitierte Haller sich mit dem Thema „zur Stereochemie substituierter cyclischer Ketone und zur Stereoselektivität ihrer Reduktion mit komplexen Metallhydriden“ für pharmazeutische Chemie.
1977 wurde er zum Professor am Pharmazeutischen Institut der Universität Kiel ernannt.
Neben der Grundlagenforschung zum Thema der Stereochemie befasste er sich mit asymmetrischen Synthesen, wie z. B. von Theophyllin-Derivaten, Oxazixanopurine, β-Blocker, Analgetika vom Methadon-Typ. Insgesamt veröffentlichte Haller rund 150 Publikationen.

## Werke
Pharmazie in Einzeldarstellungen, Taschenbuchreihe 1976 ff.